# 염의서원
염의서원은 전북특별자치도 군산시 옥산면 당북리에 있는 서원이다. 2003년 12월 20일 군산시의 향토문화유산 제5호로 지정되었다.

## 개요
고종5년(1868)에 서원 철폐령에 의해 헐리었다가 1920년 다시 세워졌다. 서원의 보전인 한림사는 정면 3칸, 측면 3칸의 맞배지붕 건물로서 내부에는 최치원, 고경, 고용현 선생의 위패가 모셔져 있으며, 사당의 오른편에 있는 어필각에는 1908년 순종 황제가 내린 어필을 안치하고 있다.